# Кошице (гмина)
Кошице (пол. Koszyce) — сельская гмина (волость) в Польше, входит как административная единица в Прошовицкий повет, Малопольское воеводство. Население — 5697 человек (на 2004 год).

## Демография
| Перепись                       | Всего   | Всего | Женщины | Женщины | Мужчины | Мужчины |
| ------------------------------ | ------- | ----- | ------- | ------- | ------- | ------- |
| Единицы                        | человек | %     | человек | %       | человек | %       |
| Население                      | 5697    | 100   | 2929    | 51,4    | 2768    | 48,6    |
| Плотность населения (чел./км²) | 86,4    | 86,4  | 44,4    | 44,4    | 42      | 42      |

## Сельские округа
1. Бискупице
2. Доляны
3. Филиповице
4. Яксице
5. Янковице
6. Кошице
7. Ксёнжнице-Мале
8. Ксёнжнице-Вельке
9. Лапшув
10. Мальковице
11. Моджаны
12. Морско
13. Пётровице
14. Пшемыкув
15. Рахваловице
16. Седлиска
17. Соколовице
18. Витув
19. Влостовице
20. Загае

## Соседние гмины
1. Гмина Бейсце
2. Гмина Дрвиня
3. Гмина Казимежа-Велька
4. Гмина Нове-Бжеско
5. Гмина Опатовец
6. Гмина Прошовице
7. Гмина Щурова
8. Гмина Ветшиховице